# Piers Anthony
Piers Anthony, pseudonimo di Piers Anthony Dillingham Jacob (Oxford, 6 agosto 1934), è uno scrittore britannico naturalizzato statunitense, noto per i suoi romanzi al confine tra fantascienza e fantasy.
Nato in Gran Bretagna, residente negli Stati Uniti sin da bambino, ha ottenuto la cittadinanza di quel paese solo dopo essersi sposato ed aver servito, per un paio d'anni (1957-1959), nell'esercito americano. Attualmente vive in Florida con sua moglie.

## Carriera letteraria
La prima opera di Anthony a destare un vasto interesse fu Chthon (id., 1967), il cui protagonista, Aton Five, è un astronauta condannato a morte per essersi innamorato di una donna extraterrestre. Attraverso tecniche di flashback e flashforward, da una parte si scopre come Aton abbia conosciuto la donna e come sia riuscito, più tardi, a fuggire dalla prigione - le cui cupe descrizioni sono un retaggio dell'esperienza militare di Anthony - dall'altra si segue lo sviluppo del difficile rapporto fra i due. Di questo libro, frutto di una gestazione di ben sette anni, l'autore stesso - in accordo con la critica - ha evidenziato la complessità strutturale, spingendosi ad affermare, anzi, che esso è forse il romanzo più intricato di tutto il genere della science-fantasy. Convinto dal successo di Chthon, Anthony vi affiancò qualche anno dopo, nel 1975, un seguito intitolato Phthor, nel quale compare il figlio di Aton, Arlo. La costruzione finale è in questo caso meno tortuosa, tuttavia l'autore insiste anche qui col senso di oscurità e con le problematiche che caratterizzavano l'originalità del primo libro. Un altro scrittore, Charles Platt, affascinato da quest'universo narrativo, vi aggiunse in proprio due ulteriori capitoli, meno fortunati.
Il secondo romanzo importante di Anthony fu Macroscopio (Macroscope, 1969), arricchito da simbolismi tali da precorrere la New Age. Lo spunto iniziale è costituito dall'idea di una porta che può condurre verso qualsiasi punto dello spazio e verso ogni tempo. 
Nelle opere pubblicate dalla metà degli anni settanta si assisté ad un parziale cambiamento di direzione: attratto dalle suggestioni della lunga saga fantastica, dalle sue infinite possibilità di intreccio, Anthony sembrò alleggerire la sua posizione dedicandosi a creazioni che, al di là della varietà e originalità di scenari e d'idee, sono meno rilevanti da un punto di vista contenutistico e senza dubbio non più apertamente radicali. È con l'aprirsi definitivo della propria stagione artistica che Anthony si affermò come uno dei più prolifici scrittori contemporanei, ma a tutt'oggi sono soprattutto i suoi primi lavori, quelli "pionieristici" da un punto di vista personale - Chthon e Macroscopio in particolare - a decretarne la statura letteraria.
Nel 1977 Anthony cominciò a pubblicare i suoi romanzi sul mondo di Xanth (il cui trentesimo volume è uscito nel 2006), che si soffermano maggiormente sull'aspetto evasivo della narrativa e hanno ottenuto un considerevole successo: i primi furono Un incantesimo per Chameleon (A Spell for Chameleon, 1977), La sorgente della magia (The Source of Magic, 1979) e Il castello di Roogna (Castle Roogna, 1979). Sempre sull'esempio della saga fantasy o fantascientifica, ma con esiti di maggior spessore ed interesse critico, realizzò contemporaneamente la più breve Trilogia di Tarot (Il pianeta dei miracoli, God of Tarot, 1977; Vision of Tarot, 1980; Faith of Tarot, 1980), che s'ispira in parte ai tarocchi, e la Biografia di un tiranno spaziale (1983-2001), in sei libri. 
Il romanzo But What of Earth? (1976) scatenò una contesa fra l'editore e l'autore, il quale gli fece causa dopo che l'altro aveva modificato significativamente il testo originale dell'opera, presumibilmente per esigenze di mercato; l'edizione originale poté essere pubblicata da Anthony solo nel 1989. But What of Earth? narra di un futuro in cui la fatale decrescita della popolazione va di pari passo con un graduale declino di tecnologia e civiltà, cosicché i terrestri ritornano all'agricoltura e allo stato tribale; questo romanzo è il punto di partenza comune per la trilogia di Tarot, che riprende la stessa storia alcuni anni dopo, e per i cinque libri della saga di Cluster (1977-1982), che invece s'inseriscono dopo circa mezzo millennio. 
Biografia di un tiranno spaziale è articolata in sei libri: Biografia di un tiranno (1983), Mercenario (1984), Il gioco del tiranno (1985), Executive (1985), Statesman (1986), The Iron Maiden (2001). 
Nel resto della vasta produzione di Anthony, che si distingue comunque per gli attenti ritratti di società multirazziali e delle singole specie aliene, risultano fra l'altro i cicli del Grande Cerchio (1968-1975), delle Incarnazioni (1983-1990), la trilogia di Onnivora (1968), Orn (id., 1971) e Ox (1976), vari romanzi autonomi come ad esempio Hasan (1969, rivisto nel 1977), Quel caro bruco ereditario (The ESP Worm, con Robert E. Margroff, 1970), Dentista galattico (Proshto Plus, 1971), Race Against Time (1973) e Killobyte (1993), l'antologia Anthonology (1985) e inoltre Total Recall (1989), novelization dell'omonimo film (in italiano: Atto di forza) diretto da Paul Verhoeven.
Anthony ha intrattenuto sodalizi letterari con vari scrittori; tra questi, figura anche Philip José Farmer, col quale scrisse il romanzo The Caterpillar's Question (1992).

## Opere

### Cicli narrativi

#### Serie di Aton
- Chthon (1967); it. Chthon
- Phthor (1975)

#### Of Man and Manta
- Omnivore (1968); it. Onnivora
- Orn (1971); it. Orn
- Ox (1976)

#### Il Cerchio Magico
- Sos the Rope (1968); it. Il grande cerchio
- Var the Stick (1972)
- Neq the Sword (1975)

#### Jason Striker Martial Arts (con Roberto Fuentes)
- Mistress of Death (1974)
- Bamboo Bloodbath (1974)
- Kiai! (1974)
- Ninja's Revenge (1975)
- Jason Striker Martial Arts Volume 1 (omnibus) (2001)
- Jason Striker Martial Arts Series Volume 2 (omnibus) (2001)
- Amazon Slaughter and Curse of the Ninja (omnibus) (2001)

#### Xanth
- A Spell for Chameleon (1977); it. Un incantesimo per Chameleon
- The Source of Magic (1978); it. La sorgente della magia
- Castle Roogna (1979); it. Il castello di Roogna
- Centaur Aisle (1981); it. La navata del centauro
- Ogre, Ogre (1982)
- Night Mare (1982)
- Dragon on a Pedestal (1983)
- Crewel Lye: A Caustic Yarn (1984)
- Golem in the Gears (1985)
- Vale of the Vole (1987)
- Heaven Cent (1988)
- Man from Mundania (1989)
- Isle of View (1990)
- Question Quest (1991)
- The Color of Her Panties (1992)
- Demons Don't Dream (1993)
- Harpy Thyme (1993)
- Geis of the Gargoyle (1994)
- Roc and a Hard Place (1995)
- Yon Ill Wind (1996)
- Faun and Games (1997)
- Zombie Lover (1998)
- Xone of Contention (1999)
- The Dastard (2000)
- Swell Foop (2001)
- Up in a Heaval (2002)
- Cube Route (2003)
- Currant Events (2004)
- Pet Peeve (2005)
- Stork Naked (2006)
- Air Apparent (2007)
- Two to the Fifth (2008)
- Jumper Cable (2009)
- Piers Anthony's Visual Guide to Xanth (1989) (con Jody Lynn Nye)

#### Saga di Cluster
- Vicinity Cluster (1977)
- Chaining the Lady (1978)
- Kirlian Quest (1978)
- Thousandstar (1980)
- Viscous Circle (1982)

#### Trilogia di Tarot
- God of Tarot (1979); it. Il pianeta dei miracoli
- Vision of Tarot (1980)
- Faith of Tarot (1980)

#### Apprentice Adept
- Split Infinity (1980)
- Blue Adept (1981);
- Juxtaposition (1982)
- Out of Phaze (1987)
- Robot Adept (1988)
- Unicorn Point (1989)
- Phaze Doubt (1990)

#### Ciclo delle Incarnazioni
- On a Pale Horse (1983); it. Sul destriero immortale
- Bearing an Hourglass (1984); it. Attraverso la clessidra
- With a Tangled Skein (1985); it. La vendetta di Niobe
- Wielding a Red Sword (1986); it. La spada rossa
- Being a Green Mother (1987)
- For Love of Evil (1988)
- And Eternity (1989)
- Under a Velvet Cloak (2007)

#### Biografia di un tiranno spaziale
- Refugee (1983); it. Biografia di un tiranno - in Urania N° 1240 del 28 Settembre 1994, Arnoldo Mondadori Editore
- Mercenary (1984); it. Mercenario - in UraniArgento N° 8 dell'11 Agosto 1995, Arnoldo Mondadori Editore
- Politician (1985); it. Il gioco del tiranno - in Urania N° 1331 del 15 Marzo 1998, Arnoldo Mondadori Editore
- Executive (1985)
- Statesman (1986)
- The Iron Maiden (2002)

#### Kelvin di Rud
- Dragon's Gold (1987)
- Serpent's Silver (1988)
- Chimaera's Copper (1990)
- Orc's Opal (1990)
- Mouvar's Magic (1992)

#### Pornucopia
- Pornucopia (1989)
- The Magic Fart (2003)

#### Mode
- Virtual Mode (1991)
- Fractal Mode (1991)
- Chaos Mode (1993)
- DoOon Mode (2001)

#### Geodyssy
- Isle of Woman (1993)
- Shame of Man (1994)
- Hope of Earth (1997)
- Muse of Art (1999)

#### ChroMagic
- Key to Havoc (2003)
- Key to Chroma (2003)
- Key to Destiny (2004)
- Key to Liberty (2007)

### Romanzi autonomi
- The Ring (con Robert E. Margroff, 1968)
- Macroscope (1969); it. Macroscopio
- Hasan (1969)
- The E.S.P. Worm (con Robert E. Margroff, 1970); it. Quel caro bruco ereditario
- Prostho Plus (1971); it. Dentista galattico
- Race against Time (1973)
- Rings of Ice (1974)
- Triple Detente (1974)
- But What of Earth? (1976, 1989)
- Steppe (1976)
- Amazon Slaughter (1976)
- Pretender (con Frances Hall, 1979)
- Mute (1981)
- Hard Sell (1982)
- Ghost (1986)
- Shade of the Tree (1986)
- Through the Ice (con Robert Kornwise, 1989)
- Total Recall (1989) novelization del film Atto di forza (Total Recall, 1989) di Paul Verhoeven
- Firefly (1990)
- Dead Morn (con Roberto Fuentes, 1990)
- Balook (1990)
- Mer-Cycle (1991)
- Tatham Mound (1991)
- Alien Plot (1992)
- Killobyte (1992)
- The Caterpillar's Question (con Philip José Farmer, 1992)
- If I Pay Thee Not in Gold (con Mercedes Lackey, 1993)
- The Willing Spirit (con Alfred Tella, 1996)
- Earth (1996)
- Volk (con Brad Linaweaver, 1997)
- Spider Legs (con Clifford A. Pickover, 1997)
- Quest for the Fallen Star (con James Richey e Alan Riggs, 1998)
- Dream a Little Dream (con Julie Brady, 1998)
- Realty Check (1999)
- The Secret of Spring (con Joe Anne Taeusch, 2000)
- The Gutbucket Quest (con Ron Leming, 2000)

### Antologie personali
- Anthonology (1985)
- Relationships (2006)

### Antologie curate
- Uncollected Stars (1986) in collaborazione con Martin H. Greenberg, Barry N. Malzberg e Charles G. Waugh
- Tales from the Great Turtle (1994)

### Non-Fiction
- Biography of an Ogre: The Autobiography of Piers Anthony to Age Fifty (1988)
- Letters to Jenny (1993)
- How Precious Was That While: An Autobiography (2001)

### Racconti (parziale)
- Possible to Rue (1963)
- Quinquepedalian (1963)
- The Alien Rulers (1968)
- Getting Through University (1968)
- In the Barn (1972)
- The Message (con Frances Hall)
- The Whole Truth

## Premi
- 1978 - Premio della British Fantasy Society per il miglior romanzo: A Spell for Chameleon (it. Un incantesimo per Chameleon, primo libro del ciclo di Xanth)